# Municipio de Limestone (condado de Warren)
El municipio de Limestone (en inglés: Limestone Township) es un municipio ubicado en el condado de Warren en el estado estadounidense de Pensilvania. En el año 2000 tenía una población de 418 habitantes y una densidad poblacional de 5 personas por km².

## Geografía
El municipio de Limestone se encuentra ubicado en las coordenadas 41°40′00″N 79°22′59″O / 41.66667, -79.38306.

## Demografía
Según la Oficina del Censo en 2000 los ingresos medios por hogar en la localidad eran de $27,143 y los ingresos medios por familia eran $30,938. Los hombres tenían unos ingresos medios de $28,438 frente a los $20,278 para las mujeres. La renta per cápita para la localidad era de $16,577. Alrededor del 8,2% de la población estaban por debajo del umbral de pobreza.